# Norman Rush

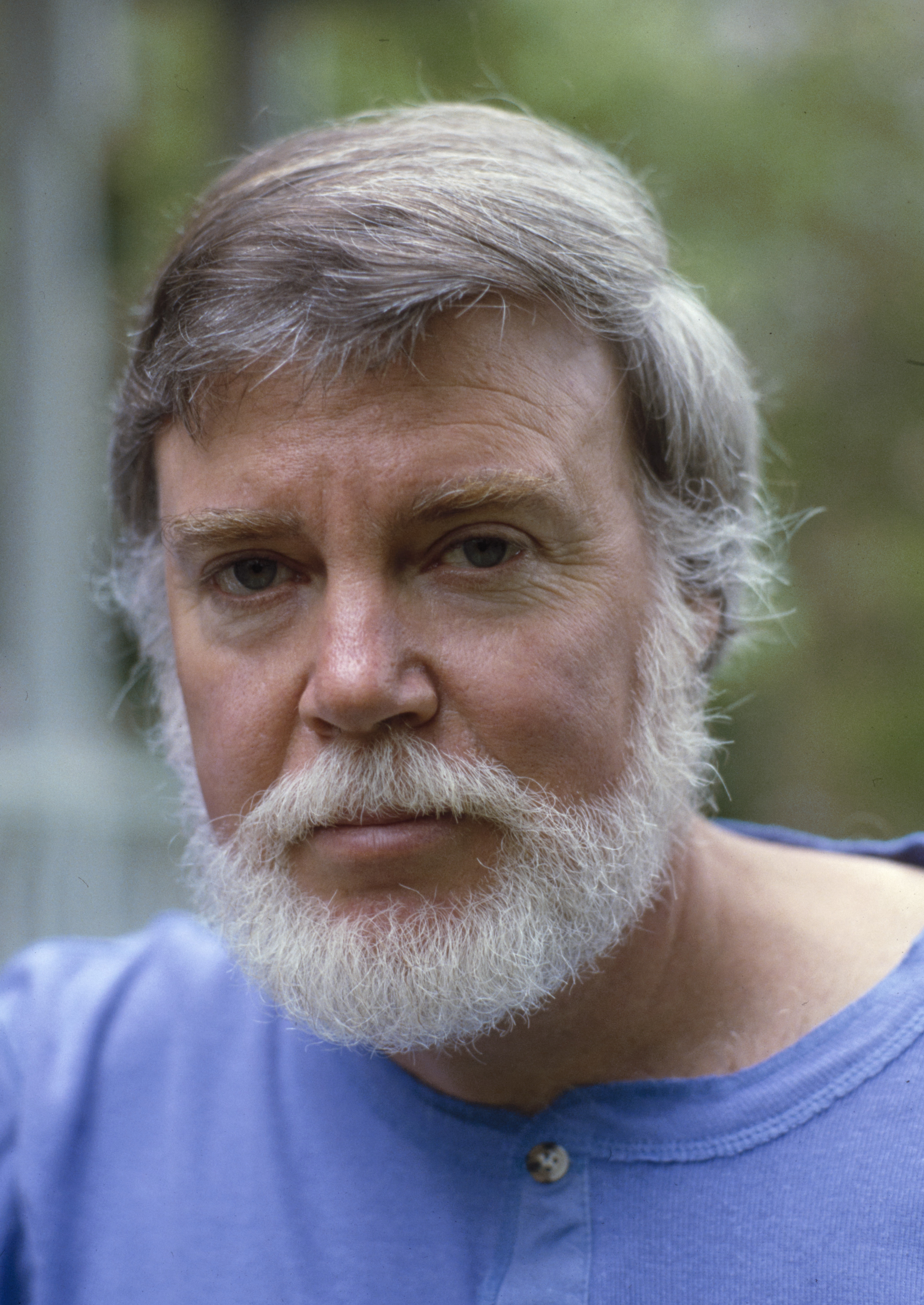
Norman Rush (2086)

Norman Rush (* 24. Oktober 1933 in San Francisco, Kalifornien) ist ein US-amerikanischer Autor.

## Leben
Rush wuchs in Oakland in Kalifornien auf und besuchte das Swarthmore College in Pennsylvania. Als Kriegsdienstverweigerer aus Gewissensgründen wurde er während des Koreakriegs zu zwei Jahren Zuchthaus verurteilt, jedoch nach neun Monaten zur Bewährung entlassen. Nach 15 Jahren als Buchhändler wurde er Lehrer. Da er seitdem mehr Zeit hatte, begann er zu schreiben und sandte das Manuskript einer Kurzgeschichte über seine Erfahrungen als Lehrer an die Zeitschrift The New Yorker, die dort 1978 veröffentlicht wurde.
1978 ging Rush mit seiner Ehefrau als Mitarbeiter des US-amerikanischen Peace Corps nach Botswana im südlichen Afrika. Der Aufenthalt dort bis zum Jahr 1983 war die Grundlage für seine Sammlung von Kurzgeschichten des Jahres 1986 mit dem Titel Whites. Seine nächsten zwei Bücher spielen ebenfalls vor dem Hintergrund Afrikas. Sein letzter Roman Subtle Bodies führt den Leser in den ländlichen Bundesstaat New York, in dem der Autor mit seiner Frau auf einer Farm im Rockland County lebt.
Rush wurde 2010 von der Zeitschrift The Paris Review in ihrer Ausgabe 194 in der Reihe The Art of Fiction Nr. 205 interviewt.

## Auszeichnungen
- 1986: Finalist beim Pulitzer-Preis/Belletristik für Whites
- 1991: National Book Award in der Kategorie Prosa (Fiction) für Mating

## Veröffentlichungen
- Whites. Erzählungen. Alfred A. Knopf, New York City, USA 1986, ISBN 0-394-54471-4.
- Mating. Roman. Alfred A. Knopf, New York City, USA 1991, ISBN 0-394-54472-2.
- Mortals. Roman. Alfred A. Knopf, New York City, USA 2003, ISBN 0-679-40622-0.
- Subtle Bodies. Roman. Alfred A. Knopf, New York City, USA 2013, ISBN 978-1-4000-4250-0.